# Hollywood Jade
Jade Anderson (4 de enero de 1984), conocido profesionalmente como Hollywood Jade, es un bailarín y coreógrafo canadiense mejor conocido por sus apariciones regulares en la serie de telerrealidad Canada's Drag Race.

## Biografía
Comenzó su carrera como coreógrafo de la drag queen Michelle Ross, y como bailarín en películas como Save the Last Dance 2, Camp Rock 2: The Final Jam, Turn the Beat Around, Make Your Move y Hairspray. Después de enfrentar algunas barreras en su carrera debido a su identidad sexual queer y su voluntad de difuminar las líneas a veces rígidas de la presentación de género en la danza, lanzó su propia compañía en 2011, y su primer espectáculo de producción propia fue uno que mezclaba hip hop con burlescque.
También ha realizado vídeos musicales para artistas como Snoop Dogg, Keshia Chanté, Meghan Trainor, Estelle, Lil Wayne, Brooke Lynn Hytes y Priyanka, y ha sido director artístico permanente y coreógrafo de Jully Black.
En 2021, actuó en FreeUp! The Emancipation Day Special.

## Filmografía

### Televisión
- Canada's Drag Race